# Бабша
Бабша (рум. Babșa) — село у повіті Тіміш в Румунії. Входить до складу комуни Белінц.
Село розташоване на відстані 370 км на північний захід від Бухареста, 43 км на схід від Тімішоари.

## Населення
За даними перепису населення 2002 року у селі проживала 261 особа, з них 257 осіб (98,5%) румунів. Рідною мовою 258 осіб (98,9%) назвали румунську.